# Institut national du football de Clairefontaine
 (mars 2024).
Si vous disposez d'ouvrages ou d'articles de référence ou si vous connaissez des sites web de qualité traitant du thème abordé ici, merci de compléter l'article en donnant les références utiles à sa vérifiabilité et en les liant à la section « Notes et références ».
Pour les articles homonymes, voir INF.
L'Institut national du football (INF) de Clairefontaine est un pôle espoirs français consacré au football.
D'abord basé à Vichy, l'INF s'implante en janvier 1988 au Centre technique national de Clairefontaine nouvellement créé et devient en 1990, à l'instigation de Gérard Houllier, un centre de préformation (enfants de 13 à 16 ans) administré par la Fédération française de football.
Il est situé à Clairefontaine-en-Yvelines, dans le domaine de Montjoye, sur la route de La Celle-les-Bordes, dans la forêt de Rambouillet, à 50 kilomètres au sud-ouest de Paris.

## Histoire

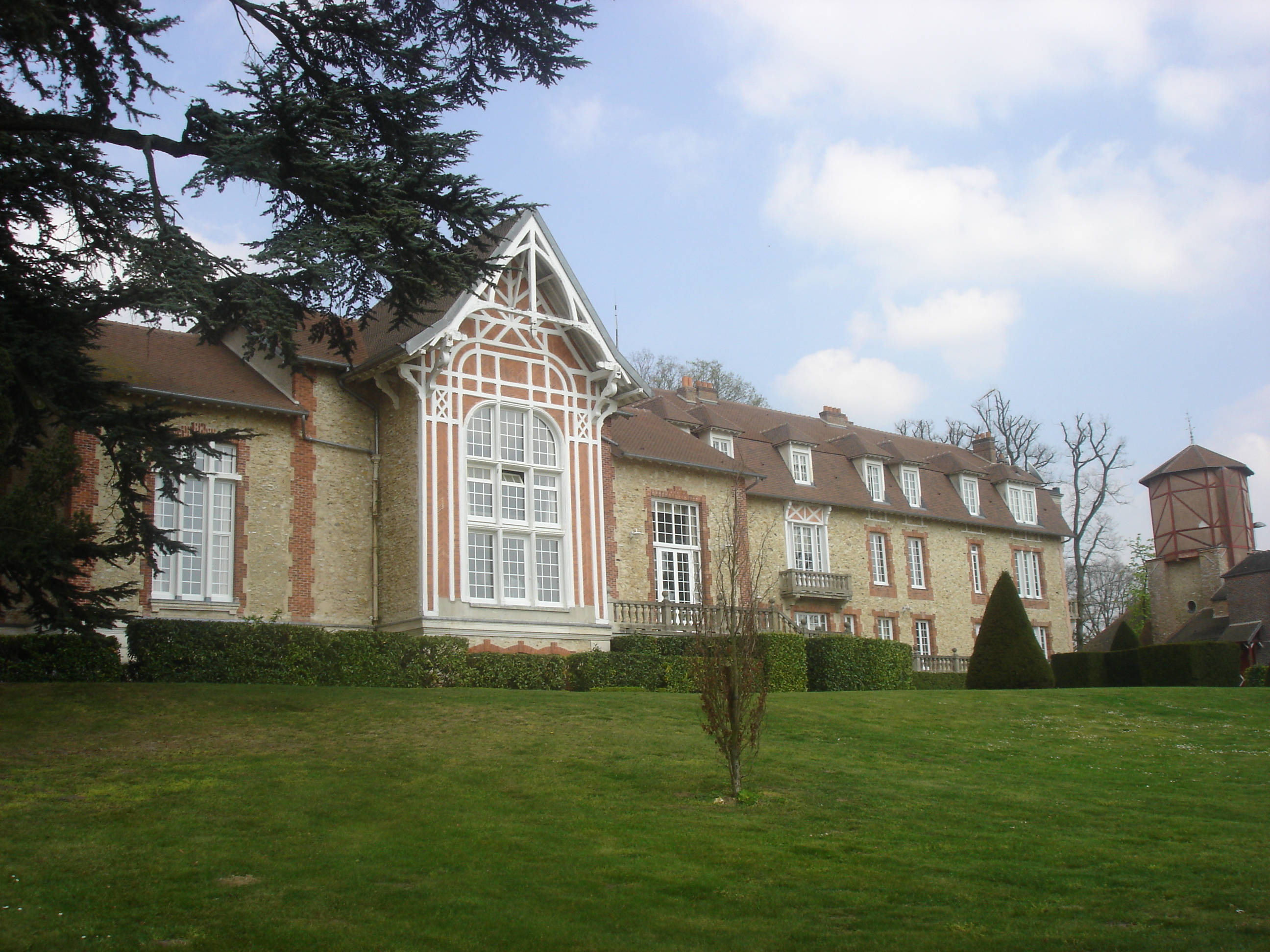
Le Château de Montjoye, résidence de l'équipe de France.

En janvier 1988, l'INF Vichy déménage à Clairefontaine avec ses pensionnaires, âgés de 16 à 19 ans. À l'instigation de Gérard Houllier, nouveau DTN, l'INF deviendra en 1990 un centre de préformation, réservé aux jeunes de 13 à 16 ans.
Par la suite seront créés en 1995 les centres de préformation de Liévin et Castelmaurou, sur le modèle de l'INF Clairefontaine, puis l'IFR Châteauroux en 1997. Quatorze autres pôles espoirs régionaux suivront.
L'INF Clairefontaine a vu passer nombre de futurs professionnels ou internationaux, formés à l'INF par Claude Dusseau (Nicolas Anelka, William Gallas, Thierry Henry, Jérôme Rothen, Louis Saha, Abou Diaby et Hatem Ben Arfa). En tant que Pôle Espoirs fédéral, il a été choisi pour abriter son équivalent féminin, le CNFE Clairefontaine, de 1998 à 2014.
Dates clés :
- 4 janvier 1988 : ouverture du Centre Technique National du Football. L'INF, alors basé à Vichy, s'implante de façon permanente à Clairefontaine, comme une section du CTN[1].
- 11 juin 1988 : Inauguration du CTN par le Président de la République de l'époque, François Mitterrand.
- 1990 : L'INF devient un centre de préformation, réservé aux jeunes de 13 à 16 ans, et disputant les championnats juniors de la FFF. La dernière promotion fonctionnant sous l'ancienne configuration sort en 1992.
- 2010 : La durée du cursus passe de trois à deux ans. L'équipe de U17 nationaux est supprimée

## Admission
Le concours d'entrée à l'INF se déroule en trois tours. Il est réservé aux joueurs fêtant leur 13 ans lors de l'année d'entrée en formation. Depuis la fin des années 2010, il n'y a plus de restriction de nationalité.
Dans les années 1990, avant que des pôles espoirs n'existent dans la plupart des ligues de France, les joueurs des ligues suivantes pouvaient candidater : Basse-Normandie, Bourgogne, Centre, Champagne-Ardenne, Maine, Normandie, Paris Île-de-France et Picardie. Aujourd'hui, les candidats doivent êtres licenciés de la Ligue Paris-Île-de-France.
Les joueurs ne sont définitivement admis qu'après consultation de leur dossier scolaire et médical .

## Personnalités

### Dirigeants et encadrement technique
- Claude Dusseau (1988-2004)
- Christian Damiano (1988-1992)

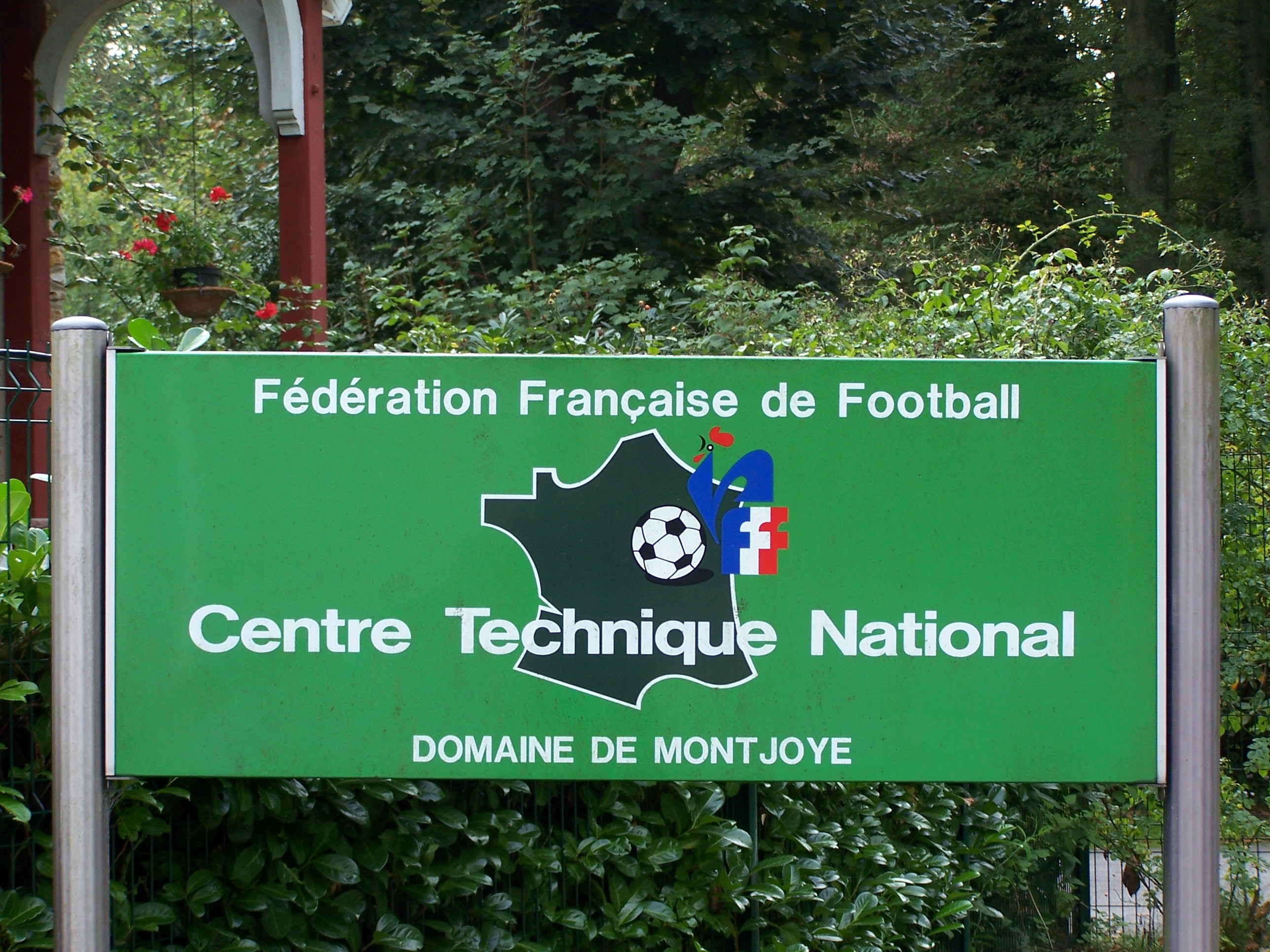
Panneau ancien d'indication du CTN Clairefontaine.

- Joaquim Francisco Filho (années 1990)
- André Merelle (années 1990 et 2000)
- Gérard Prêcheur (années 2000)
- Jean-Claude Lafargue (années 2000 et 2010)
- Franck Raviot (gardiens)

### Joueurs devenus internationaux
Voir aussi : Catégorie:Footballeur préformé à l'INF Clairefontaine

#### Équipe de France A,
- Nicolas Anelka

- Alphonse Areola
- Hatem Ben Arfa
- Jimmy Briand
- Philippe Christanval
- Sébastien Corchia
- Abou Diaby
- Richard Dutruel
- William Gallas
- Thierry Henry
- Blaise Matuidi
- Kylian Mbappé
- Christopher Nkunku
- Jérôme Rothen
- Louis Saha
- Marcus Thuram
- Khéphren Thuram
- Manu Koné
- Youssouf Fofana

#### Autres pays
- Habib Bamogo
- Sébastien Bassong
- Selim Benachour
- Mehdi Benatia
- Yacine Brahimi
- Issiar Dia
- Mohamed Diamé
- Mourad Meghni
- Damien Perquis
- Raphaël Guerreiro
- Jacques Faty
- Ricardo Faty
- Hannibal Mejbri
- Kemal Bourhani
- Amine Harit
- Kevin Bru
- Jonathan Bru
- Jérémy Villeneuve

### Encadrement technique actuel
- INF :
  - Christian Bassila, directeur et entraîneur INF
  - Mickael Vallée, entraîneur INF
  - Franck Raviot, entraîneur des Gardiens INF
  - Yoan Deloze, préparateur physique INF

## Le club
Le club de l'INF Clairefontaine est affilié à la FFF sous le numéro 526930 et officiellement dénommé « I.N.F. C.S. ».

### Championnats seniors (1988-1992)
De 1988 à 1992, l'INF Clairefontaine dispose de trois équipes évoluant dans les championnats de la FFF dans la continuité de l'INF Vichy. Les élèves de troisième année évoluent en Division 3 de 1988 à 1990 puis en Division 4 de 1990 à 1992. Les élèves de deuxième année évoluent en Division 4 de 1988 à 1990 puis en Division d'Honneur de la Ligue de Paris. Quant aux élèves de première année, ils évoluent en Division d'Honneur de la Ligue de Paris.

#### Bilan saison par saison de l'équipe première de l'INF Clairefontaine
En juin 1988, l'INF Clairefontaine entraînée par Christian Damiano remporte la Coupe Gambardella. Le futur professionnel Guillaume Warmuz est le seul joueur notable de cette promotion.
| Saison    | Championnat         | Championnat | Championnat | Championnat | Championnat | Championnat | Championnat | Championnat | Championnat | Championnat |
| Saison    | Division            | Classement  | Points      | Journées    | V           | N           | D           | Bp          | Bc          | Diff.       |
| --------- | ------------------- | ----------- | ----------- | ----------- | ----------- | ----------- | ----------- | ----------- | ----------- | ----------- |
| 1988-1989 | Division 3 Ouest    | 15e         | 21 pts      | 30          | 4           | 13          | 13          | 21          | 40          | -19         |
| 1989-1990 | Division 3 Centre   | 15e         | 21 pts      | 30          | 6           | 9           | 15          | 28          | 43          | -15         |
| 1990-1991 | Division 4 Groupe F | 5e          | 27 pts      | 26          | 9           | 9           | 8           | 31          | 23          | +8          |
| 1991-1992 | Division 4 Groupe B | 4e          | 31 pts      | 26          | 11          | 9           | 6           | 39          | 17          | +22         |

#### Bilan saison par saison de l'équipe B de l'INF Clairefontaine
| Saison    | Championnat         | Championnat | Championnat | Championnat | Championnat | Championnat | Championnat | Championnat | Championnat | Championnat |
| Saison    | Division            | Classement  | Points      | Journées    | V           | N           | D           | Bp          | Bc          | Diff.       |
| --------- | ------------------- | ----------- | ----------- | ----------- | ----------- | ----------- | ----------- | ----------- | ----------- | ----------- |
| 1988-1989 | Division 4 Groupe F | 13e         | 19 pts      | 26          | 4           | 11          | 11          | 31          | 34          | -3          |
| 1989-1990 | Division 4 Groupe F | 13e         | 19 pts      | 26          | 6           | 7           | 13          | 24          | 38          | -14         |
| 1990-1991 | DH IDF              |             |             |             |             |             |             |             |             |             |

### Championnats jeunes (1993-2010)
À partir de septembre 1993, l'INF Clairefontaine fait évoluer ses élèves de troisième année dans le championnat de France 17 ans, puis 15 ans Nationaux jusqu'en 2002, 16 ans Nationaux de 2002 à 2009, et enfin U17 Nationaux en 2009-2010, date à laquelle le cursus passe en deux ans, de 13 à 15 ans. Les matches se déroulent au stade Pierre-Pibarot.

#### Bilan saison par saison de l'équipe des 16 ans Nationaux de l'INF Clairefontaine
| Saison    | Championnat              | Championnat | Championnat | Championnat | Championnat | Championnat | Championnat | Championnat | Championnat | Championnat |
| Saison    | Division                 | Classement  | Points      | Journées    | V           | N           | D           | Bp          | Bc          | Diff.       |
| --------- | ------------------------ | ----------- | ----------- | ----------- | ----------- | ----------- | ----------- | ----------- | ----------- | ----------- |
| 2005-2006 | National 16 ans Groupe F | 7e          | 52 pts      | 21          | 9           | 4           | 8           | 37          | 30          | +7          |
| 2007-2008 | National 16 ans Groupe F | 2e          | 64 pts      | 22          | 13          | 3           | 6           | 43          | 22          | +21         |
| 2008-2009 | National 16 ans Groupe F | 4e          | 72pts       | 28          | 14          | 4           | 8           | 37          | 30          | +7          |
| 2009-2010 | National U17 Groupe F    | 13e         | 45 pts      | 26          | 5           | 4           | 17          | 25          | 60          | -35         |

Depuis 2010, aucune équipe de l'INF n'évolue dans les championnats de la FFF. Le club de l'INF Clairefontaine est radié de la FFF le 14 octobre 2013.

## Palmarès
- Coupe Gambardella
  - Vainqueur en 1988
- Championnat de France des moins de 17 ans
  - Finaliste en 1995
- Championnat de France des 15 ans
  - Vainqueur en 2001
  - Finaliste en 2000

## Les promotions
Avant 1990, l'INF Clairefontaine est comparable à un centre de formation classique, ses joueurs ayant entre 16 et 19 ans. Guillaume Warmuz, Olivier Pickeu et Franck Chaumin, qui entament leur cursus à Vichy puis déménagent en janvier 1988 à Clairefontaine, en sont issus. La dernière promotion à fonctionner avec cette configuration sort en 1992. On y trouve des joueurs comme Pascal Camadini ou Franck Raviot.
En 1990 il devient un centre de préformation destiné à des joueurs de 13 à 16 ans.
Les jeunes footballeurs sont formés à l'INF sur un cycle de deux ans (trois ans avant la génération 1995). Un grand nombre d'entre eux ont ensuite intégré les centres de formation des clubs professionnels comme Nicolas Anelka, Hatem Ben Arfa, Jimmy Briand, William Gallas, Thierry Henry, Jérôme Rothen, Louis Saha, Geoffrey Jourdren, Blaise Matuidi, Abou Diaby ou Kylian Mbappé.

### Génération 1976-1977(1990-1992)
La première promotion de pré-formation est entraînée par André Merelle. Le directeur est Claude Dusseaux.
| Footballeur       | Né le      | Poste     | Club à l'entrée à l'INF | Club(s) pendant l'INF | Club après l'INF | Sélections nationales |
| ----------------- | ---------- | --------- | ----------------------- | --------------------- | ---------------- | --------------------- |
| Pierre Ducrocq    | 18.12.1976 | Milieu    | ASSOA                   | Paris SG              | Paris SG         | France A'             |
| Benjamin Nivet    | 02.01.1977 | Milieu    | OC Châteaudun           | US Orléans            | AJ Auxerre       | France U18            |
| Johan Radet       | 24.11.1976 | Défenseur | US Laon                 | US Laon               | AJ Auxerre       | France U18            |
| David Recorbet    | 24.10.1976 | Défenseur | US Laon                 | US Laon               | AJ Auxerre       | France U19            |
| Grégory Tafforeau | 29.09.1976 | Défenseur | CMS Oissel              | CMS Oissel            | FC Rouen         |                       |

### Génération 1977-1978(1991-1994)
Cette génération est la première de l'INF à être alignée dans un championnat de jeunes. Les responsables de la DTN ont en effet souhaité ajouter un aspect "compétition", absent jusque-là du programme. Pour la saison 1993-1994, l'INF est engagé dans le groupe F du championnat de France des moins de 17 ans. Initialement conduit sur deux années, le cycle s'enrichit d'une troisième année à la suite de l'inscription en championnat national. L'entraîneur en troisième année est Joaquim Francisco Filho. Sept joueurs quittent toutefois l'INF au bout de deux années, pour rejoindre les clubs qui les sollicitaient. Parmi eux, Thierry Henry, Ernst Clotaire, Olondo Lalonga et Thibaut Maqua rejoignent l'AS Monaco.
| Footballeur         | Né le      | Poste             | Club à l'entrée à l'INF | Club(s) pendant l'INF      | Club après l'INF | Sélections nationales |
| ------------------- | ---------- | ----------------- | ----------------------- | -------------------------- | ---------------- | --------------------- |
| Franck Busuttil     | 29.10.1977 | Milieu            |                         | Red Star FC                | Red Star FC      |                       |
| Yann Dobo           | 20.04.1978 | Milieu            |                         |                            | AS Monaco        |                       |
| William Gallas      | 17.08.1977 | Défenseur         |                         | Levallois SC               | SM Caen          | France A              |
| Thierry Henry       | 17.08.1977 | Attaquant         | US Palaiseau            | Viry-Châtillon, Versailles | AS Monaco        | France A              |
| Thibault Maqua      | 30.08.1977 | Gardien           |                         | US Chauny                  | AS Monaco        | France U19            |
| Jérôme Rothen       | 31.03.1978 | Milieu gauche     |                         | RC Versailles              | SM Caen          | France A              |
| Éric Sitruk         | 14.01.1978 | Milieu de terrain |                         | RC Versailles              | SM Caen          |                       |
| Rémi Savejvong      | 13.11.1977 | Milieu de terrain |                         | AS Beauvais Oise           | Montpellier HSC  | France U18            |
| Ernst Atis-Clotaire | 09.12.1977 | Défenseur         | AAS Sarcelles           | AAS Sarcelles              | AS Monaco        | Haïti A               |
| Ludovic Martin      | 04.12.1977 | Défenseur         | Chartres                |                            | AS Cannes        |                       |

### Génération 1978-1979(1992-1995)
En 1995 cette génération atteint la finale du championnat de France 17 ans, perdue face à l'AS Cannes.
| Footballeur          | Né le      | Poste           | Club à l'entrée à l'INF  | Club(s) pendant l'INF | Club après l'INF | Sélections nationales |
| -------------------- | ---------- | --------------- | ------------------------ | --------------------- | ---------------- | --------------------- |
| Nicolas Anelka       | 14.03.1979 | Attaquant       | FC Trappes-Saint Quentin | Paris SG              | Paris SG         | France A              |
| Alexandre Barbier    | 07.07.1979 | Arrière         | Paris SG                 | Paris SG              | Paris SG         |                       |
| Philippe Christanval | 31.08.1978 | Défenseur       | AAS Sarcelles            | AAS Sarcelles         | AS Monaco        | France A              |
| Yves Deroff          | 29.08.1978 | Arrière latéral | FC St Leu                | FC St Leu             | FC Nantes        |                       |
| Gérard Gnanhouan     | 15.02.1979 | Gardien         | AAS Sarcelles            | AAS Sarcelles         | EA Guingamp      | Côte d'Ivoire A       |
| Sébastien Piocelle   | 15.02.1979 | Milieu          | FC Cauffry               | RC Versailles         | FC Nantes        | France espoirs        |
| Mickaël Pizzo        | 26.03.1979 | Milieu          | Red Star                 | Red Star              | Red Star         |                       |
| Grégory Proment      | 10.12.1978 | Milieu          | AS Saint Ouen L'aumône   | Racing 92             | FC Metz          | France espoirs        |
| Louis Saha           | 08.08.1978 | Attaquant       | FC Soisy                 | Racing 92             | FC Metz          | France A              |
| Alioune Touré        | 09.09.1978 | Attaquant       | FC Saint-Leu             | FC Saint-Leu          | FC Nantes        | France espoirs        |

### Génération 1979-1980(1993-1996)
| Footballeur       | Né le      | Poste     | Club à l'entrée à l'INF | Club(s) pendant l'INF | Club après l'INF | Sélections nationales |
| ----------------- | ---------- | --------- | ----------------------- | --------------------- | ---------------- | --------------------- |
| Vincent Carlier   | 20.12.1979 | Défenseur |                         |                       | EA Guingamp      |                       |
| Fabrice Fernandes | 12.03.1979 | Milieu    |                         |                       | Stade rennais    | France espoirs        |

### Génération 1980-1981(1994-1997)
| Footballeur              | Né le      | Poste     | Club à l'entrée à l'INF  | Club(s) pendant l'INF    | Club après l'INF | Sélections nationales |
| ------------------------ | ---------- | --------- | ------------------------ | ------------------------ | ---------------- | --------------------- |
| Benoît Croissant         | 09.08.1980 | Défenseur |                          |                          | ESTAC            |                       |
| Nicolas Fabiano          | 08.02.1981 | Milieu    |                          | Paris SG                 | Paris SG         | France U18            |
| Guillaume Gauclin        | 17.06.1981 | Gardien   | Paotred Rosko            | Paotred Rosko            | EA Guingamp      |                       |
| Gaël Hiroux              | 03.08.1980 | Attaquant | FC Trappes Saint-Quentin | FC Trappes Saint-Quentin | Paris SG         |                       |
| Jonathan Joseph-Augustin | 13.05.1981 | Défenseur |                          |                          | EA Guingamp      | France U20            |
| Sébastien Mazurier       | 13.04.1981 | Attaquant | CO Vernouillet           | Chartres                 | AS Monaco        | France U20            |

### Génération 1981-1982(1995-1998)
Jusqu'à cette génération, la limite de date de naissance est au 1er août, comme dans toutes les compétitions nationales et internationales.
| Footballeur          | Né le      | Poste             | Club à l'entrée à l'INF    | Club(s) pendant l'INF         | Club après l'INF   | Sélections nationales |
| -------------------- | ---------- | ----------------- | -------------------------- | ----------------------------- | ------------------ | --------------------- |
| Habib Bamogo         | 08.05.1982 | Attaquant         | Montrouge FC 92            | Montrouge FC 92               | Montpellier HSC    | Burkina Faso A        |
| Selim Benachour      | 08.09.1981 | Milieu offensif   |                            | Paris SG                      | Paris SG           | Tunisie A             |
| Kemal Bourhani       | 13.09.1981 | Attaquant         | Entente Sannois St Gratien | Paris FC                      | EA Guingamp        | Comores A             |
| Jean-Félix Dorothée  | 02.10.1981 | Défenseur         | USL Senlis                 | CS Meaux                      | Stade rennais      | France U19            |
| Kévin Hatchi         | 06.08.1981 | Défenseur         | Pontault-Combault          | Pontault-Combault             | AJ Auxerre         |                       |
| Jean-Arnaud Loseille | 11.08.1981 | Milieu            |                            | Les Lilas                     | Olympique Lyonnais |                       |
| Lionel Mathis        | 04.10.1981 | Milieu de terrain |                            | US Vaires, US Moissy-Cramayel | AJ Auxerre         | France espoirs        |
| Steven Pelé          | 28.08.1981 | Défenseur         |                            | Torcy                         | FC Gueugnon        | France U19            |
| Franck Signorino     | 19.10.1981 | Défenseur         | Nogent-sur-Marne           | Le Perreux                    | FC Metz            | France espoirs        |

### Génération 1983(1996-1999)
| Footballeur         | Né le      | Poste                   | Club à l'entrée à l'INF | Club(s) pendant l'INF | Club après l'INF | Sélections nationales |
| ------------------- | ---------- | ----------------------- | ----------------------- | --------------------- | ---------------- | --------------------- |
| Jérémie Aliadière   | 30.03.1983 | Attaquant               |                         |                       | Arsenal FC       | France espoirs        |
| Maxime Baca         | 02.06.1983 | Défenseur latéral droit |                         |                       | Paris SG         | France U16            |
| Jean-Michel Badiane | 09.05.1983 | Défenseur               | Paris SG                | Paris SG              | Paris SG         | France espoirs        |
| Franck Béria        | 23.05.1983 | Défenseur latéral droit |                         |                       | FC Metz          | France espoirs        |
| Reynald Lemaître    | 28.06.1983 | Milieu offensif         | CO Rosny-sous-Bois      | Red Star 93           | SM Caen          | France espoirs        |

### Génération 1984(1997-2000)
En 2000, cette génération atteint la finale du championnat de France des 15 ans nationaux, perdue face à l'Olympique lyonnais.
| Footballeur       | Né le      | Poste             | Club à l'entrée à l'INF | Club(s) pendant l'INF | Club après l'INF       | Sélections nationales |
| ----------------- | ---------- | ----------------- | ----------------------- | --------------------- | ---------------------- | --------------------- |
| Nabil Berkak      | 13.01.1984 | Milieu droit      | FC Versailles           | FC Versailles         | ES Troyes AC           |                       |
| Jean Calvé        | 30.04.1984 | Défenseur         |                         |                       | FC Sochaux-Montbéliard |                       |
| Jacques Faty      | 25.02.1984 | Défenseur         | CS Brétigny             | CS Brétigny           | Stade rennais FC       | Sénégal A             |
| Luigi Glombard    | 21.08.1984 | Attaquant         |                         |                       | FC Nantes              | France U17            |
| Sullivan Jous     | 31.03.1984 | Gardien           |                         |                       | Paris SG               | France U16            |
| Mourad Meghni     | 16.04.1984 | Milieu offensif   |                         |                       | FC Bologne             | Algérie A             |
| Damien Perquis    | 10.04.1984 | Défenseur         | ES Troyes AC            | ES Troyes AC          | ES Troyes AC           | Pologne A             |
| Ludovic Sylvestre | 05.02.1984 | Milieu de terrain | FC Chartres             | FC Chartres           | EA Guingamp            |                       |
| Mathieu Duhamel   | 12.07.1984 | Attaquant         |                         |                       | FC Rouen               |                       |

### Génération 1985(1998-2001)
En juin 2001, cette génération remporte le championnat de France des 15 ans face à l'AS Saint-Étienne. Les joueurs sont entraînés par André Merelle lors de leur troisième année.
| Footballeur           | Né le      | Poste           | Club à l'entrée à l'INF | Club(s) pendant l'INF | Club après l'INF | Sélections nationales |
| --------------------- | ---------- | --------------- | ----------------------- | --------------------- | ---------------- | --------------------- |
| Jimmy Briand          | 02.08.1985 | Attaquant       | US Ivry                 | CS Brétigny           | Stade rennais FC | France A              |
| Jonathan Bru          | 02.05.1985 | Milieu          | Paris FC                | CS Brétigny           | Stade rennais FC | Maurice A             |
| Yoann Folly           | 06.06.1985 | Milieu défensif |                         |                       | AS Saint-Étienne | Togo A                |
| Cédric Kisamba        | 25.01.1985 | Milieu défensif |                         |                       | AJ Auxerre       | France U19            |
| Rudy Haddad           | 05.02.1985 | Milieu offensif | FC Les Lilas            | Paris SG              | Paris SG         | France espoirs        |
| Nicolas Maurice-Belay | 19.04.1985 | Milieu offensif | FC Boissy               | US Créteil            | AS Monaco        | Espoirs               |
| Guillaume Rippert     | 30.05.1985 | Défenseur       |                         |                       | FC Nantes        | France espoirs        |

### Génération 1986(1999-2002)
Le documentaire À la Clairefontaine retrace les années passées à Clairefontaine par cette génération. En 2020, les joueurs de cette promotion créent l'association « Génération 86 » et mettent en place des actions auprès des jeunes footballeurs.
| Footballeur              | Né le      | Poste             | Club à l'entrée à l'INF | Club(s) pendant l'INF   | Club après l'INF   | Sélections nationales |
| ------------------------ | ---------- | ----------------- | ----------------------- | ----------------------- | ------------------ | --------------------- |
| Sébastien Bassong        | 09.07.1986 | Défenseur         | ASM Enghien Deuil       | FC Saint-Leu            | FC Metz            | Cameroun A            |
| Habib Bellaïd            | 28.03.1986 | Défenseur         | Red Star 93             | Red Star 93             | RC Strasbourg      | Algérie A             |
| Hatem Ben Arfa           | 07.03.1987 | Milieu offensif   | AC Boulogne-Billancourt | AC Boulogne-Billancourt | Olympique lyonnais | France A              |
| Garra Dembélé            | 21.02.1986 | Attaquant         | CSM Puteaux             | CSM Puteaux             | AJ Auxerre         | Mali A                |
| Abou Diaby               | 11.05.1986 | Milieu de terrain | Red Star 93             | Paris SG                | AJ Auxerre         | France A              |
| Ricardo Faty             | 04.08.1986 | Milieu de terrain |                         |                         | RC Strasbourg      | France espoirs        |
| Geoffrey Jourdren        | 04.02.1986 | Gardien           | CS Meaux                |                         | Montpellier HSC    | France espoirs        |
| Helmi Loussaief          | 12.02.1986 | Milieu            | Évry Sport Club         | CS Brétigny             | Monaco             | Tunisie olympique     |
| Jonathan Martins Pereira | 30.01.1986 | Défenseur         |                         |                         | RC Lens            | France U20            |
| Olivier N'Siabamfumu     | 17.03.1986 | Défenseur         | CS Meaux                |                         | Stade rennais FC   | France U20            |
| Alexandre Raineau        | 21.06.1986 | Milieu            | CSM Puteaux             | AC Boulogne-Billancourt | SM Caen            | France U20            |
| Grégory Tomas            | 05.04.1986 | Latéral gauche    |                         | FC Versailles           | Stade lavallois    |                       |
| Quentin Westberg         | 25.04.1986 | Gardien           |                         |                         | ES Troyes AC       | USA espoirs           |

### Génération 1987(2000-2003)
| Footballeur    | Né le      | Poste             | Club à l'entrée à l'INF | Club(s) pendant l'INF | Club après l'INF       | Sélections nationales |
| -------------- | ---------- | ----------------- | ----------------------- | --------------------- | ---------------------- | --------------------- |
| Mehdi Benatia  | 17.04.1987 | Défenseur central | US Créteil              | US Créteil            | Olympique de Marseille | Maroc A               |
| Issiar Dia     | 08.06.1987 | Attaquant         |                         |                       | Amiens SC              | Sénégal A             |
| Mohamed Diamé  | 14.06.1987 | Milieu            |                         |                       | RC Lens                | Sénégal A             |
| Blaise Matuidi | 09.04.1987 | Milieu            | US Créteil              | US Créteil            | ESTAC                  | France A              |
| Chris Makiese  | 14.10.1987 | Attaquant         |                         |                       | ESTAC                  | France U16            |
| Oumar Sissoko  | 19.09.1987 | Gardien           |                         |                       | FC Metz                | Mali A                |
| Jérémy Taravel | 17.04.1987 | Défenseur central | CO Vincennes            | US Créteil            | US Créteil             |                       |
| Steven Thicot  | 14.02.1987 | Défenseur         | Paris FC                | Paris FC              | FC Nantes              | France espoirs        |

### Génération 1988(2001-2004)
| Footballeur       | Né le      | Poste          | Club à l'entrée à l'INF | Club(s) pendant l'INF | Club après l'INF         | Sélections nationales |
| ----------------- | ---------- | -------------- | ----------------------- | --------------------- | ------------------------ | --------------------- |
| Yannick Boli      | 13.01.1988 | Attaquant      | Paris SG                | Paris SG              | Paris SG                 | Côte d'Ivoire espoirs |
| Kévin Bru         | 12.12.1988 | Milieu         |                         |                       | Stade rennais FC         | Maurice A             |
| Julien Cétout     | 02.01.1988 | Défenseur      | FC Chartres             | FC Chartres           | ASSE                     | France U17            |
| Hérold Goulon     | 12.06.1988 | Milieu         | Paris FC                | Paris FC              | Olympique lyonnais       | France espoirs        |
| Jirès Kembo-Ekoko | 08.01.1988 | Attaquant      | AS Bondy                | AS Bondy              | Stade rennais FC         | France espoirs        |
| Lynel Kitambala   | 26.10.1988 | Attaquant      | US Pont Saint Maxence   | US Pont Saint Maxence | AJ Auxerre               | France espoirs        |
| Kevin Olimpa      | 10.03.1988 | Gardien de but | CS Brétigny             |                       | FC Girondins de Bordeaux | France espoirs        |

### Génération 1989(2002-2005)
| Footballeur      | Né le      | Poste           | Club à l'entrée à l'INF         | Club(s) pendant l'INF | Club après l'INF         | Sélections nationales |
| ---------------- | ---------- | --------------- | ------------------------------- | --------------------- | ------------------------ | --------------------- |
| Gabriel Obertan  | 26.02.1989 | Milieu offensif | Paris SG                        | Paris SG              | FC Girondins de Bordeaux | France espoirs        |
| David Louhoungou | 28.02.1989 | Milieu          | Savigny Le Temple Football Club |                       | Stade rennais            | Congo A               |
| Grégory Sertic   | 05.08.1989 | Milieu          | CS Brétigny Football            | CS Brétigny Football  | FC Girondins de Bordeaux | France espoirs        |

### Génération 1990(2003-2006)
| Footballeur           | Né le      | Poste         | Club à l'entrée à l'INF | Club(s) pendant l'INF | Club après l'INF | Sélections nationales |
| --------------------- | ---------- | ------------- | ----------------------- | --------------------- | ---------------- | --------------------- |
| Yacine Brahimi        | 08.02.1990 | Meneur de jeu | Paris SG                | CO Vincennes          | Stade rennais FC | Algérie A             |
| Sébastien Corchia     | 01.11.1990 | Latéral droit | Paris SG                | Paris SG              | Le Mans FC       | France A              |
| Billy Ketkeophomphone | 24.03.1990 | Milieu        |                         | Racing Paris          | RC Strasbourg    | Laos A                |
| Yoan Pivaty           | 22.01.1990 | Attaquant     | CO Savigny-sur-Orge     | CO Savigny-sur-Orge   | Stade rennais    | Martinique A          |

### Génération 1991(2004-2007)
| Footballeur          | Né le      | Poste           | Club à l'entrée à l'INF | Club(s) pendant l'INF   | Club après l'INF | Sélections nationales |
| -------------------- | ---------- | --------------- | ----------------------- | ----------------------- | ---------------- | --------------------- |
| Willy Boly           | 03.02.1991 | Défenseur       | CFFP                    | CFFP                    | AJ Auxerre       | Côte d'Ivoire A       |
| Loïc Damour          | 08.01.1991 | Milieu défensif | Chantilly               | AC Boulogne-Billancourt | RC Strasbourg    | France U18            |
| Nicolas Isimat-Mirin | 15.11.1991 | Défenseur       | US Roissy-en-Brie       | CS Brétigny             | Stade rennais    | France espoirs        |
| Abdoulaye Diallo     | 30.03.1992 | Gardien         | Stade de Reims          | Stade de Reims          | Stade rennais    | Sénégal A             |
| Yassine Jebbour      | 24.08.1991 | Milieu offensif | PSG                     | Paris SG                | Stade rennais FC | Maroc A               |
| Joseph Mendes        | 30.03.1991 | Attaquant       | Évreux                  | Évreux                  | Grenoble Foot 38 | Guinée-Bissau A       |
| Thomas Monconduit    | 10.02.1991 | Défenseur       | JA Drancy               | US Créteil              | AJ Auxerre       | France U16            |
| Steevy Negouai       | 02.07.1991 | Attaquant       | US Créteil              | US Créteil              | Lille OSC        |                       |
| Yannis Salibur       | 24.01.1991 | Attaquant       | Red Star 93             | Red Star 93             | Lille OSC        | France U17            |
| Andy Rakotomanga     | 19.02.1991 | Milieu offensif | US Créteil              | US Créteil              | Le Mans FC       |                       |

### Génération 1992(2005-2008)
Gérard Prêcheur est l'entraîneur-formateur de cette génération.
| Footballeur            | Né le      | Poste             | Club à l'entrée à l'INF | Club(s) pendant l'INF   | Club après l'INF  | Sélections nationales |
| ---------------------- | ---------- | ----------------- | ----------------------- | ----------------------- | ----------------- | --------------------- |
| Fabien Tchenkoua       | 01.10.1992 | Milieu            | Racing CF 92            | Racing CF 92            | CS Sedan Ardennes |                       |
| Jérémy Hélan           | 09.05.1992 | Milieu            | ASJ Aubervilliers       | ASJ Aubervilliers       | Manchester City   | France U19            |
| Terence Makengo        | 22.02.1992 | Attaquant         | US Créteil-Lusitanos    | US Créteil-Lusitanos    | AS Monaco         | France U20            |
| Martin Mimoun          | 11.06.1992 | Milieu offensif   | AFC Compiègne           | Ol. Saint-Quentin       | Paris SG          | France U16            |
| Julian Jeanvier        | 31.03.1992 | Défenseur central | USA Clichy              | Sannois Saint-Gratien   | AS Nancy-Lorraine | Guinée A              |
| Yannick Aguemon        | 11.02.1992 | Ailier gauche     | AC Boulogne-Billancourt | AC Boulogne-Billancourt | Toulouse FC       | Bénin A               |
| Marco Da Silva         | 10.04.1992 | Milieu défensif   | AFC Compiègne           | Ol. Saint-Quentin       | Valenciennes FC   |                       |
| Olubunmi Larry Adeduji | 14.07.1992 | Latéral gauche    | US Torcy                | US Créteil-Lusitanos    | Stade rennais     |                       |
| Brice Irie Bi          | 11.07.1992 | Milieu            | Bourget FC              | Bourget FC              | Lille OSC         |                       |
| José Mabusa            | 22.02.1992 | Latéral droit     | Montrouge FC            | Montrouge FC            | SB29              |                       |

### Génération 1993(2006-2009)
| Footballeur       | Né le      | Poste     | Club à l'entrée à l'INF | Club(s) pendant l'INF   | Club après l'INF | Sélections nationales |
| ----------------- | ---------- | --------- | ----------------------- | ----------------------- | ---------------- | --------------------- |
| Alphonse Areola   | 27.02.1993 | Gardien   | Paris SG                | Paris SG                | Paris SG         | France A              |
| Paul Charruau     | 12.07.1993 | Gardien   | AC Boulogne-Billancourt | AC Boulogne-Billancourt | Valenciennes FC  | France U20            |
| Raphaël Guerreiro | 22.12.1993 | Milieu    | Blanc-Mesnil SF         | Blanc-Mesnil SF         | SM Caen          | Portugal A            |
| Formose Mendy     | 08.10.1993 | Défenseur | US Torcy                | US Torcy                | LOSC Lille       | France U17            |
| Jérôme Roussillon | 06.01.1993 | Défenseur | Saint-Denis Union Sport | Saint-Denis Union Sport | FC Sochaux       | France U20            |
| Jérôme Phojo      | 15.04.1993 | Défenseur | Entente SSG             | Entente SSG             | AS Monaco        | France U20            |
| Marcel Tisserand  | 10.01.1993 | Milieu    |                         |                         | AS Monaco        | RD Congo A            |
| Jérémie Bela      | 08.04.1993 | Milieu    | AS Évry                 | AS Évry                 | RC Lens          | Angola A              |

### Génération 1994(2007-2010)
Cette génération est la dernière à effectuer le cursus en 3 ans et à disputer un championnat de la FFF. L'équipe de U17 nationaux (anciennement 16 ans nationaux jusqu'en 2009) de l'INF Clairefontaine est supprimée à l'issue de la saison 2009-2010.
| Footballeur          | Né le      | Poste     | Club à l'entrée à l'INF | Club(s) pendant l'INF | Club après l'INF | Sélections nationales |
| -------------------- | ---------- | --------- | ----------------------- | --------------------- | ---------------- | --------------------- |
| Marc-Aurèle Caillard | 12.05.1994 | Gardien   | US Moissy-Cramayel      | Brétigny CS           | AS Monaco        | France U18            |
| Damien Dussaut       | 08.11.1994 | Défenseur | US Moissy-Cramayel      | US Moissy-Cramayel    | Valenciennes FC  | France U20            |
| Bendjaloud Youssouf  | 11.02.1994 | Défenseur |                         | Le Bourget            | FC Nantes        | Comores A             |
| Adrien Hunou         | 19.01.1994 | Attaquant | US Moissy-Cramayel      | US Torcy              | Stade rennais FC | France U20            |

### Génération 1995(2008-2010)
À partir de la génération 1995, le cursus s'effectue en 2 ans.
| Footballeur     | Né le      | Poste     | Club à l'entrée à l'INF | Club(s) pendant l'INF   | Club après l'INF   | Sélections nationales |
| --------------- | ---------- | --------- | ----------------------- | ----------------------- | ------------------ | --------------------- |
| Yarouba Cissako | 08.01.1995 | Défenseur | Cergy-Pontoise FC       | Saint-Ouen l'Aumône     | AS Monaco          | France U19            |
| Zakarie Labidi  | 08.02.1995 | Attaquant | Red Star FC             | AC Boulogne-Billancourt | Olympique Lyonnais | France U19            |
| Frédéric Injai  | 09.11.1995 | Milieu    |                         |                         | FC Nantes          |                       |

### Génération 1996(2009-2011)
| Footballeur              | Né le      | Poste         | Club à l'entrée à l'INF | Club(s) pendant l'INF   | Club après l'INF        | Sélections nationales |
| ------------------------ | ---------- | ------------- | ----------------------- | ----------------------- | ----------------------- | --------------------- |
| Bingourou Kamara         | 21.10.1996 | Gardien       | Brétigny CS             | Brétigny CS             | Tours FC                | Sénégal A             |
| Samuel Moutoussamy       | 12.08.1996 | Milieu        | Meudon                  | AC Boulogne-Billancourt | Olympique Lyonnais      | RD Congo A            |
| Samed Kilic              | 28.01.1996 | Milieu        | FC Bussy-St-Georges     | FC Bussy-St-Georges     | AJ Auxerre              | France U19            |
| Bilel Aït Malek          | 19.08.1996 | Milieu        | Saint-Denis US          | Villetaneuse CS         | RC Lens                 |                       |
| Yhoan Andzouana          | 13.12.1996 | Ailier gauche | AAS Sarcelles           | AAS Sarcelles           | AS Monaco               | Congo A               |
| Maxime Do Couto Teixeira | 12.12.1996 | Ailier gauche | FC Mantois 78           | FC Mantois 78           | Tours FC                | France U19            |
| Johan Rotsen             | 11.08.1996 | Milieu        | AAS Sarcelles           | AAS Sarcelles           | AS Monaco               |                       |
| Bruno Sambo              | 24.03.1996 | Milieu        |                         | AC Boulogne-Billancourt | AC Boulogne-Billancourt |                       |
| Joshua Kudu              | 13.05.1996 | Défenseur     | Paris SG                | AC Boulogne-Billancourt | FC Nantes               |                       |

### Génération 1997(2010-2012)
| Footballeur         | Né le      | Poste     | Club à l'entrée à l'INF      | Club(s) pendant l'INF   | Club après l'INF       | Sélections nationales |
| ------------------- | ---------- | --------- | ---------------------------- | ----------------------- | ---------------------- | --------------------- |
| Matias Ferreira     | 01.01.1997 | Défenseur | Red Star Football Club       | Red Star Football Club  | FC Sochaux             |                       |
| Christopher Nkunku  | 14.11.1997 | Milieu    | Racing Club de Fontainebleau | Paris SG                | Paris SG               | France A              |
| Amine Harit         | 18.06.1997 | Milieu    | Espérance Paris 19e          | Red Star FC             | FC Nantes              | Maroc A               |
| Marcus Thuram       | 06.08.1997 | Attaquant | Olympique de Neuilly         | AC Boulogne-Billancourt | FC Sochaux-Montbéliard | France A              |
| Allan Saint-Maximin | 12.03.1997 | Attaquant | AC Boulogne-Billancourt      | AC Boulogne-Billancourt | AS Saint-Étienne       | France espoirs        |
| Florian Ayé         | 16.01.1997 | Attaquant | US Moissy-Cramayel           | Bretigny CS             | AJ Auxerre             | France U20            |
| Yvan Neyou          | 03.01.1997 | Milieu    | CFF Paris                    | ACBB, Linas-Montlhéry   | AJ Auxerre             | Cameroun A            |
| Sébastien Hauret    | 27.03.1997 | Milieu    | AC Boulogne-Billancourt      | AC Boulogne-Billancourt | Stade rennais FC       |                       |

### Génération 1998(2011-2013)
Cette promotion fait l'objet d'un feuilleton d'une vingtaine d'articles dans Le Monde, de 2011 à 2016.
| Footballeur            | Né le      | Poste           | Club à l'entrée à l'INF | Club(s) pendant l'INF  | Club après l'INF       | Sélections nationales |
| ---------------------- | ---------- | --------------- | ----------------------- | ---------------------- | ---------------------- | --------------------- |
| Alexis Claude-Maurice  | 06.06.1998 | Milieu offensif | US Torcy                | US Torcy               | US Torcy               | France U20            |
| Kylian Mbappé          | 20.12.1998 | Attaquant       | AS Bondy                | AS Monaco              | AS Monaco              | France A              |
| Arnaud Nordin          | 17.06.1998 | Attaquant       | FC Gobelins             | US Créteil             | AS Saint-Etienne       | France olympique      |
| Fakri Amadi Ali        | 09.02.1998 | Attaquant       |                         | CFF Paris              |                        |                       |
| Kilian Bevis           | 13.02.1998 | Milieu          |                         | CFF Paris              |                        |                       |
| Hugo Boquet            | 30.04.1998 | Attaquant       |                         | Antony Sports          |                        |                       |
| Khamis Digol Ndozangue | 28.09.1998 | Défenseur       |                         | Brétigny CS            | AJ Auxerre             |                       |
| Boubacar Fofana        | 07.09.1998 | Ailier gauche   |                         | Torcy US               |                        |                       |
| Sergio Goncalves       | 15.03.1998 | Milieu          |                         | Evreux EFC27           |                        |                       |
| Axel Moreira           | 06.03.1998 | Milieu défensif |                         | Red Star Football Club | Red Star Football Club |                       |
| Jaouad Jouini          | 04.02.1998 | Milieu          |                         | RC Paris 92            |                        |                       |
| Yann Kitala            | 09.04.1998 | Attaquant       |                         | Paris FC               | Olympique Lyonnais     |                       |
| Armand Lauriente       | 04.12.1998 | Ailier droit    |                         | Sarcelles AAS          | Stade rennais FC       | France espoirs        |
| Sacha Marie Martinez   | 04.03.1998 | Milieu          |                         | Créteil US             |                        |                       |
| Clément May            | 17.09.1998 | Gardien         |                         | Montrouge FC 92        | SM Caen                |                       |
| Allan Momège           | 21.02.1998 | Gardien         |                         | Joinville RC           | Stade rennais FC       | France U16            |
| Guillaume Peria        | 26.01.1998 | Milieu offensif | Juvisy Académie         | Brétigny CS            | AJ Auxerre             |                       |
| Marvin Plantier        | 11.06.1998 | Ailier          | Juvisy Académie         | Juvisy Académie        | FC Sochaux             |                       |
| Loreintz Rosier        | 14.08.1998 | Milieu défensif |                         | Sarcelles AAS          | SM Caen                |                       |
| Yacine Tahri           | 16.10.1998 | Attaquant       |                         | Sannois Saint-Gratien  |                        |                       |
| Jason Tre              | 18.03.1998 | Ailier          |                         | Sarcelles AAS          | SM Caen                |                       |
| Malik-Ayoub Khatib     | 18.03.1998 | Milieu          |                         | Viry Châtillon FC      | ESTAC Troyes           |                       |

### Génération 1999(2012-2014)
| Footballeur      | Né le      | Poste     | Club à l'entrée à l'INF | Club(s) pendant l'INF  | Club après l'INF      | Sélections nationales |
| ---------------- | ---------- | --------- | ----------------------- | ---------------------- | --------------------- | --------------------- |
| Yassine Benrahou | 21.01.1999 | Milieu    |                         | US Créteil Lusitanos   | Girondins de Bordeaux |                       |
| Youssouf Fofana  | 10.01.1999 | Milieu    | Espérance Paris 19e     | Red Star Football Club | JA Drancy             | France A              |
| Moussa Sylla     | 25.11.1999 | Attaquant | Étampes FC              | CS Brétigny            | AS Monaco             | France U20            |

### Génération 2001(2014-2016)
| Footballeur     | Né le      | Poste  | Club à l'entrée à l'INF | Club(s) pendant l'INF   | Club après l'INF | Sélections nationales |
| --------------- | ---------- | ------ | ----------------------- | ----------------------- | ---------------- | --------------------- |
| Manu Koné       | 17.05.2001 | Milieu | Paris FC                | AC Boulogne-Billancourt | Toulouse FC      | France A              |
| Khéphren Thuram | 26.03.2001 | Milieu | Olympique de Neuilly    | AC Boulogne-Billancourt | AS Monaco        | France A              |

### Génération 2002(2015-2017)
| Footballeur       | Né le      | Poste     | Club à l'entrée à l'INF | Club(s) pendant l'INF   | Club après l'INF      | Sélections nationales |
| ----------------- | ---------- | --------- | ----------------------- | ----------------------- | --------------------- | --------------------- |
| Maghnes Akliouche | 25.02.2002 | Milieu    | US Torcy                | Us Torcy                | AS Monaco             | France espoirs        |
| Sékou Mara        | 20.07.2002 | Attaquant | AC Boulogne Billancourt | AC Boulogne Billancourt | Girondins de Bordeaux | France espoirs        |
| Nathanael Mbuku   | 16.03.2002 | Attaquant | Us Lusitanos Saint Maur | Us Lusitanos Saint Maur | Stade de Reims        | France U18            |
| Brandon Soppy     | 21.02.2002 | Défenseur | CFF Paris               | CFF Paris               | Stade Rennais         | France U20            |

### Génération 2003(2016-2018)
| Footballeur       | Né le      | Poste     | Club à l'entrée à l'INF | Club(s) pendant l'INF               | Club après l'INF       | Sélections nationales |
| ----------------- | ---------- | --------- | ----------------------- | ----------------------------------- | ---------------------- | --------------------- |
| Hugo Boutsingkham | 20.01.2003 |           |                         | AS Champs-sur-Marne                 | FC Nantes              | France U16            |
| Hannibal Mejbri   | 21.01.2003 | Milieu    | Paris FC                | AC Boulogne Billancourt             | AS Monaco              | Tunisie A             |
| Alan Virginius    | 03.01.2003 | Attaquant | Soisy-Andilly-Margency  | Soisy-Andilly-Margency, Entente SSG | FC Sochaux-Montbéliard | France U19            |

### Génération 2004(2017-2019)
| Footballeur      | Né le      | Poste     | Club à l'entrée à l'INF | Club(s) pendant l'INF | Club après l'INF | Sélections nationales |
| ---------------- | ---------- | --------- | ----------------------- | --------------------- | ---------------- | --------------------- |
| Reda Belahyane   | 01.06.2004 | Milieu    | Red Star Football Club  | FC Montfermeil        | OGC Nice         | Maroc A               |
| Simon Ebonog     | 16.08.2004 | Milieu    | AC Boulogne Billancourt | CFF Paris             | Le Havre AC      | France U20            |
| Malamine Efekele | 19.07.2004 | Attaquant | AS Bondy                | AS Bondy              | AS Monaco        | France U20            |
| Thérence Koudou  | 13.12.2004 | Défenseur | US Torcy                | US Torcy              | Stade de Reims   | France U20            |
| Kassoum Ouattara | 14.10.2004 | Défenseur | US Vitry                | FC Montrouge 92       | Amiens SC        | France espoirs        |

### Génération 2005(2018-2020)
| Footballeur        | Né le      | Poste     | Club à l'entrée à l'INF | Club(s) pendant l'INF    | Club après l'INF | Sélections nationales |
| ------------------ | ---------- | --------- | ----------------------- | ------------------------ | ---------------- | --------------------- |
| Ritchy Valme       | 03.02.2005 | Défenseur | AC Boulogne-Billancourt | AC Boulogne-Billancourt  |                  | France U19            |
| Malang Gomes       | 28.05.2005 |           | US Grigny               |                          | FC Nantes        | France U18            |
| Dehmaine Assoumani | 17.04.2005 |           | SF Blanc-Mesnil         |                          | FC Nantes        | France U19            |
| Mathys Tel         | 27.04.2005 | Attaquant | Aubervilliers           | Aubervilliers, Montrouge | Stade rennais    | France Espoirs        |
| Mohamed Bechikh    | 13.07.2005 | Attaquant | US Créteil-Lusitanos    |                          |                  |                       |

### Génération 2006(2020-2022)
| Footballeur      | Né le      | Poste     | Club à l'entrée à l'INF | Club(s) pendant l'INF | Club après l'INF | Sélections nationales |
| ---------------- | ---------- | --------- | ----------------------- | --------------------- | ---------------- | --------------------- |
| Mathis Amougou   | 18.01.2006 | Milieu    | AS Saint-Étienne        | AS Saint-Étienne      | AS Saint-Étienne | France U18            |
| Bastien Meupiyou | 19.03.2006 | Défenseur | Montfermeil             | Montfermeil           | FC Nantes        | France U18            |

## Média
En 2002, le documentaire À la Clairefontaine est diffusé sur Canal+. Il retrace la formation de jeunes footballeurs, issus de la génération 1986.
La génération 1998 fait l'objet d'une série d'une vingtaine d'articles dans Le Monde, de 2011 à 2016.